# بطنج خبزي
البطنج الخبزي أو الستاكس الخبزي (باللاتينية: Stachys ehrenbergii) نوع نباتي يتبع جنس البطنج من الفصيلة الشفوية.

## الموئل والانتشار
موطنه بلاد الشام.